# Draaksteek

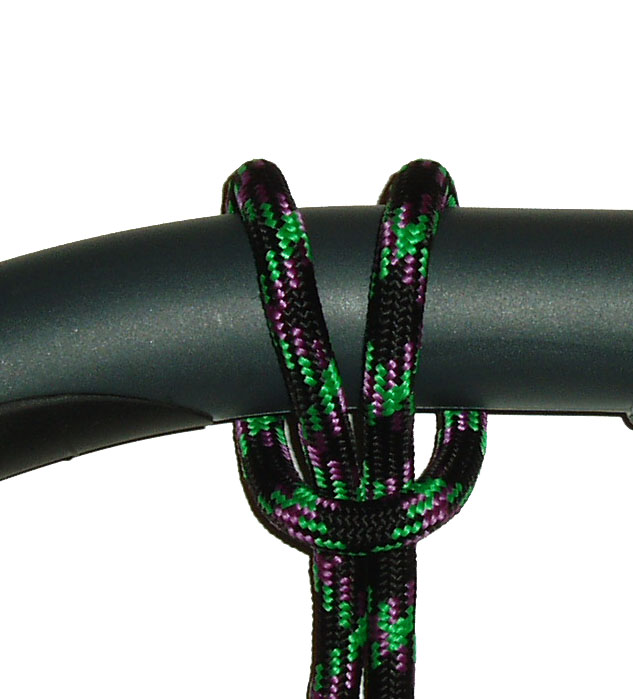
Een voorbeeld van een draaksteek

De draaksteek, ook wel de leeuwerikskop of koesteek genoemd, is een knoop bestaande uit twee halve steken tegenover elkaar. Deze knoop wordt gebruikt om iets aan een langwerpig object vast te maken. Bijvoorbeeld een koe aan een paal, of een trapezelijn aan een giek. Karakteristiek voor de knoop is dat deze door aantrekken zichzelf vasttrekt maar dan toch nog eenvoudig is los te maken.
De Franse naam voor de knoop is tête d'alouette. De Nederlandse vertaling daarvan, leeuwerikskop, komt ook voor.